# Польское общество физиотерапии
Польское общество физиотерапии (пол. Polskie Towarzystwo Fizjoterapii) — польское научное общество, основанное в 1987 году.
Согласно Уставу, целью Общества является распространение и внедрение знаний и практических достижений в области физиотерапии и смежных дисциплин; взаимодействие с медицинскими учреждениями, научными обществами и профессиональными организациями в Польше и за рубежом; представление профессиональных и научных интересов членов Общества, повышение уровня их профессиональной этики.
Для достижения своих целей Общество организует научные конференции, симпозиумы и съезды; мобилизует своих членов для публикации работ в специализированных физиотерапевтических изданиях в стране и за рубежом; организует курсы и другие формы обучения для повышения квалификации своих членов; взаимодействует с органами власти и учреждениями здравоохранения в решении проблем в сфере физиотерапии и реабилитации; проводит издательскую и профильную информационную деятельность.
В состав Общества входят 15 территориальных филиалов и 10 научных секций.
Общество выпускает ежеквартальный научный журнал Fizjoterapia Polska.
В течение длительного времени Общество активно сотрудничает со Всемирной конфедерацией физиотерапии (англ. World Confederation for Physical Therapy).
Председателем Общества является доктор наук Rafał Trąbka.
Актуальная информация о деятельности Общества публикуется на сайте www.fizjoterapia.org.pl.